# El Tule, Chihuahua
El Tule là một đô thị thuộc bang Chihuahua, México. Năm 2005, dân số của đô thị này là 1818 người.